# Les Amants (Abbasi)
Pour les articles homonymes, voir Les Amants.
Les Amants est une peinture du début du XVIIe siècle réalisée par l'artiste iranien Reza Abbassi, dans une combinaison d'encre, d'aquarelle et de dorure sur papier. L'œuvre représente un couple d'amoureux s'embrassant. Le tableau fait partie de la collection du Metropolitan Museum of Art.

## Description
Le tableau représente un couple d'amoureux s'embrassant. Les corps des deux amants sont placés de manière à évoquer des préliminaires passionnés, tandis que leurs visages restent impassibles - un thème commun dans l'art safavide contemporain. Le costume des amants est riche et sombre en contraste avec le fond marron avec des reflets dorés. La qualité des vêtements implique que la figure masculine est riche et que la femme est probablement une prostituée (une profession qui était légale dans l'Iran safavide à l'époque). Le nombril partiellement exposé de la femme, ses pieds découverts (bien qu'elle reste vêtue et ses cheveux couverts) renforcent encore la nature sensuelle de la peinture et la manière dont sa poitrine est attrapée par le bras de la figure masculine. Des nuages, des fleurs et des arbres sont également présents dans le tableau, encadrant le couple, tandis qu'une carafe de vin et une assiette de fruits à moitié vide se trouvent à leurs pieds, ce qui implique que des relations sexuelles ont déjà eu lieu.
Réalisé  en 1630  à une époque où Abbasi est déjà connu comme un peintre audacieux et innovant de dessins et de miniatures d'albums - une rupture avec l'establishment artistique traditionnel de l'Iran safavide, qui privilégiait alors les illustrations. Bien que l'artiste ait déjà peint des figures féminines nues, l'introduction d'une figure masculine dans Les Amants correspond au passage d'une simple évocation de pensées érotiques à une représentation active de la cour.
Bien que son style controversé ait constitué une menace pour sa carrière, Abbasi est devenu un des peintres préférés d'Abbas Ier, ce qui lui a permis de poursuivre son travail.
L'œuvre a été offerte au Metropolitan Museum of Art en 1950 par Francis M. Weld. Elle constitue une des pièces les plus célèbres de la collection  d'art des terres arabes, de Turquie, d'Iran, d'Asie centrale et d'Asie du Sud (autrefois appelée collection d'art islamique) de ce musée, selon Robyn Creswell (en).

## Analyse
Selon Delfin Öğütoğullari les visages des amants présentent des éléments stylistiques répandus dans la peinture persanes de cette époque : « des yeux en forme d'amande, une bouche en forme de cœur, des sourcils arqués et des mèches de cheveux bouclées devant les oreilles ». Ce type de figuration était lié à des représentations poétiques de la beauté idéale.
Delfin Öğütoğullari souligne le caractère indéterminé en termes de genre des deux personnages : « leurs traits de visage sont étonnamment similaires, écrit-elle, avec leur bouche en forme de cœur et leurs sourcils arqués » ; leurs vêtements couvrent leurs formes. Du fait de leur ressemblance, la scène pourrait être aussi bien « homo-érotique que hétérosexuelle ».

## Adaptations modernes
La femme peintre iranienne Farah Ossouli (en) reprend cette œuvre célèbre de Reza Abbasi en la transformant dans deux de ses œuvres picturales : Seven Thousand Years Old (Vieux de 7 000 ans) et Reza, Ahmad and I (Reza, Ahma et moi), créées entre 2010 et 2014. Dans les deux cas les figures des amants de Reza Abbasi sont inscrites dans un contexte de violence et de guerre qui les menace. Dans Reza, Ahmad and I Farah Ossouli s'inspire d'une part de Reza Abbasi, d'autre part, du poète iranien Ahmad Chamlou.